# П'ятигорськ (станція)
П'ятигорськ (рос. Пятигорск) — проміжна залізнична станція Мінераловодського регіону Північно-Кавказької залізниці на двоколійній електрифікованій лінії Мінеральні Води — Кисловодськ. Розташована в місті П'ятигорськ Ставропольського краю.

## Історія
Станція відкрита 17 травня 1894 року. Саме в цей день розпочато регулярний рух поїздів на дільниці Мінеральні Води — Кисловодськ.
Перша будівля одноповерхового залізничного вокзалу після його споруди введена в експлуатацію навесні 1894 року. Стара будівля вокзалу, що була пам'ятником архітектури, знищена.
1978 року побудована сучасна двоповерхова будівля вокзалу П'ятигорська.  

## Терористичний акт
28 квітня 1997 року о 18:55 біля кас п'ятигорського залізничного вокзалу в той момент, коли в парі метрів від кілька десятків людей, що стояли в черзі за квитками, пролунав вибух. У будівлі вокзалу почалася паніка. Пасажири, яких було в приміщенні вокзалу близько сотні, з жахом вибігали на вулицю та просили про допомогу. Через кілька хвилин біля вокзалу вже працювали медики швидкої допомоги та поліцейські. Теракт забрав життя двох людей. 35-річний Олег Федоров, житель П'ятигорська, отримав несумісні з життям поранення і помер на місці. Через шість годин в реанімації місцевої лікарні померла 14-річна Олена Айбазова. До цього їй ампутували обидві ноги. Лікарі госпіталізували ще 17 постраждалих. Вони отримали поранення різного ступеню важкості, в тому числі контузії та осколкові поранення. Дві жінки позбулися ніг, інші двоє потерпілих отримали травми очей. Ще семеро людей отримали медичну допомогу на місці події. Одночасно з медиками на вокзал прибули спецслужби. Силовики оточили будівлю. Оглядаючи місце події, вони зафіксували руйнування: вибиті вікна та двері, виявлена пробоїна розміром 30х40 см в тому місці, де і була закладена вибухівка потужністю один кілограм у тротиловому еквіваленті.
Співробітники УФСБ вважали, що організатори теракту робили ставку на те, що вибухова хвиля зруйнує стелю першого поверху вокзалу та обвалиться на людей і понесе за собою десятки людських життів. Того ж вечора, 28 квітня 1997 року, неподалік від залізничного вокзалу оперативники затримали двох мешканок Чеченської Республіки. Причиною для цього стали свідчення свідків, які розповіли поліцейським, що бачили, як дві жінки залишили на вокзалі згорток і поспішно покинули будівлю. За словами очевидці, ніхто крім цих двох жінок не тікав з оточеної території. Як повідомляли джерела, посилаючись на Північно-Кавказьке УВСТ, обидві чеченки відразу визнали провину. Проте за підозрою в причетності до теракту були затримані ще кілька людей, але їх провину не встановили.

## Інфраструктура
Станція П'ятигорськ є пасажирською. На станції 4 залізничні колії та 2 пасажирські платформи. Платформа № 1 — висока, що рідко використовуються, є відстійником для приміських поїздів сполученням Кисловодськ — П'ятигорськ.

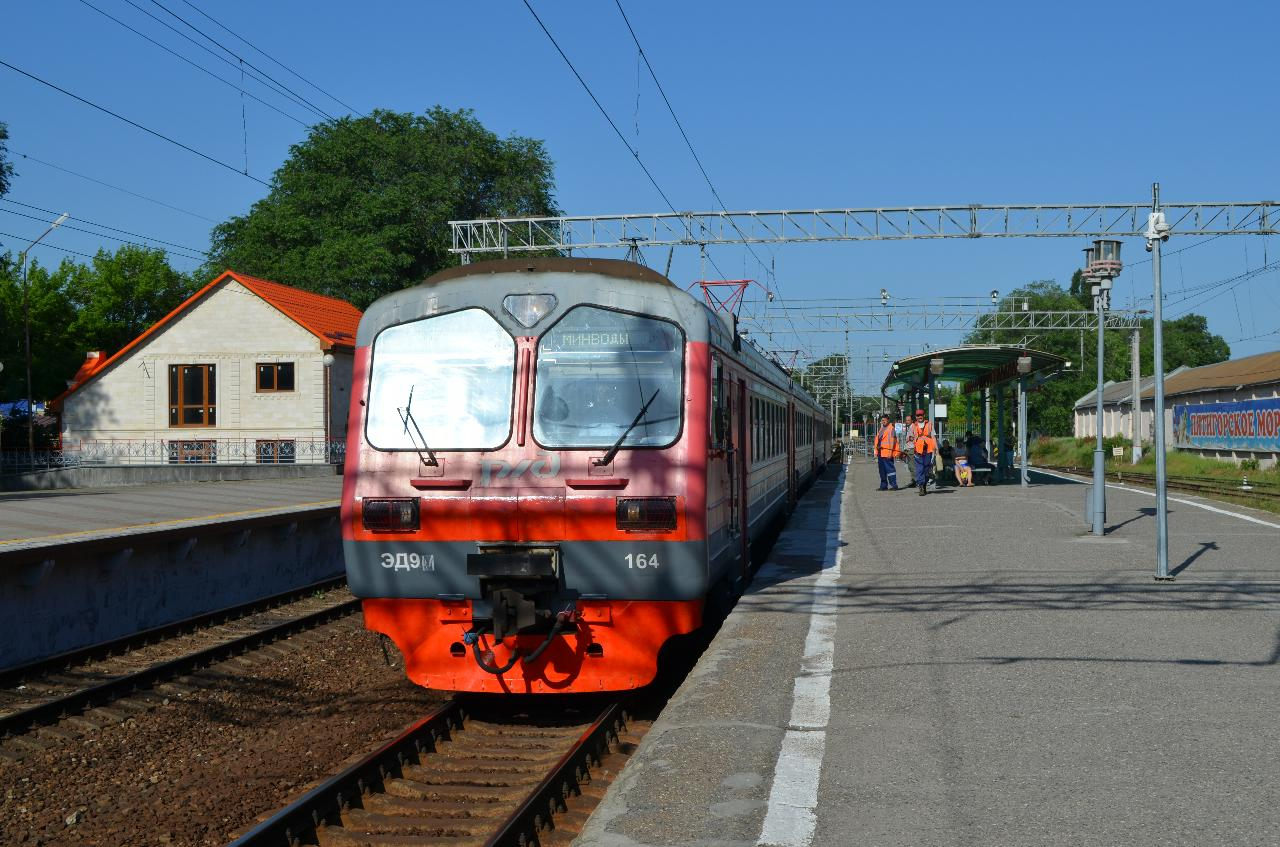
Електропоїзд ЕД9М на станції П'ятигорск

Електропоїзди прибувають до першої платформі, далі, чекаючи час відправлення знову вирушають до Кисловодська. Платформа № 2 — основна для пасажироперевезень. До цієї платформі прибувають всі інші приміські електропоїзди, а також поїзди далекого прямування. На платформі є підземний перехід, який має вихід до платформи № 1 та привокзальної площі. Підземний перехід найчастіше закривають через проливні дощі, тому вихід до вокзалу та в місто здійснюється через настили. Платформа висока з переходом на низьку по краях, лише приміські електропоїзди 6-8 секцій здатні уміщатися по всій довжині високою частиною платформи.

## Пасажирське сполучення
На станції П'ятигорськ зупиняються поїзди приміського та далекого сполучення.

## Адреса вокзалу
- 357500, Росія, Ставропольський край, м. П'ятигорськ, вул. Університетська, 34
- Довідкове бюро: +7 (8793) 33-65-99